# Эдуард, герцог Йоркский и Олбани
Эдуард Август, герцог Йоркский и Олбани (англ. Prince Edward, Duke of York and Albany; 25 марта 1739, Лондон — 17 сентября 1767, Монте-Карло, Монте-Карло) — английский принц, второй сын Фредерика, принца Уэльского (1707—1751), и принцессы Августы Саксен-Готской (1719—1772), младший брат короля Великобритании Георга III.

## Биография
Принц Эдуард родился 25 марта 1739 года в Норфолк-хаусе, Сент-Джеймс сквер, Вестминстер. Его крестил епископ Оксфордский Томас Секкер. Его крестными были король Пруссии Фридрих Вильгельм I (его представлял Чарльз Дуглас, 3-й герцог Куинсберри), герцог Карл Брауншвейг-Вольфенбюттельский (его представлял Генри Бриджес, 2-й герцог Чандос) и тетка по материнской линии, принцесса Фридерика Саксен-Гота-Альтенбургская (её представляла леди Шарлотта Эдвин, дочь 4-го герцога Гамильтона).
Принц Эдвард вместе со своим старшим братом Георгом изучал арифметику, латынь, геометрию, письмо, религию, французский, немецкий и греческий языки, а также танцы. Принц Эдвард был единственным и постоянным спутником будущего короля Георга III, но именно Эдвард был любимцем их матери.
Принц Эдвард проявлял интерес к морскому делу и получил разрешение поступить на службу в Королевский флот. Он участвовал в морских рейдах на французское побережье, принимал участие в неудачном рейде на Сен-Мало, который закончился битвой при Сент-Касте в 1758 году.
14 июня 1759 года он получил чин капитана. В 1761 году принц Эдуард стал контр-адмиралом, а в 1762 году ему был присвоен чин вице-адмирала.
1 апреля 1760 года король Великобритании Георг II создал для своего внука, принца Эдуарда Августа, титулы герцога Йоркского и Олбани и графа Ольстера.
Когда 25 октября 1760 года его старший брат Георг III взошёл на английский королевский престол, принц Эдвард стал членом Тайного Совета при новом монархе.
С 25 октября 1760 по 12 августа 1762 года (когда родился будущий Георг IV, старший сын Георга III), принц Эдвард, герцог Йоркский и Олбани, считался наследником британского престола.
27 июля 1765 года принц Эдвард вступил в Орден масонов.
В конце лета 1767 года, на пути к Генуе, герцог Йоркский и Олбани заболел и был оставлен в порту Монако. Несмотря на внимание и заботу, ему оказанные, он скончался 17 сентября 1767 года во дворце князя Монако Оноре III. Спальня, где умер больной герцог, с тех пор известна как Йоркская комната. После смерти принца его тело было доставлено в Лондон на борту фрегата «Монреаль» и похоронено в Вестминстерском аббатстве.

## Галерея

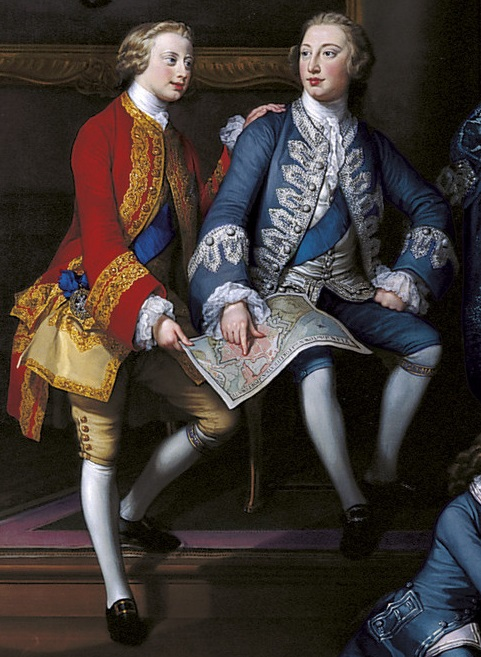
Принцы Эдвард (слева) и Георг изучают карту фортификаций Портсмута, художник — Джордж Кнаптон, 1751 год
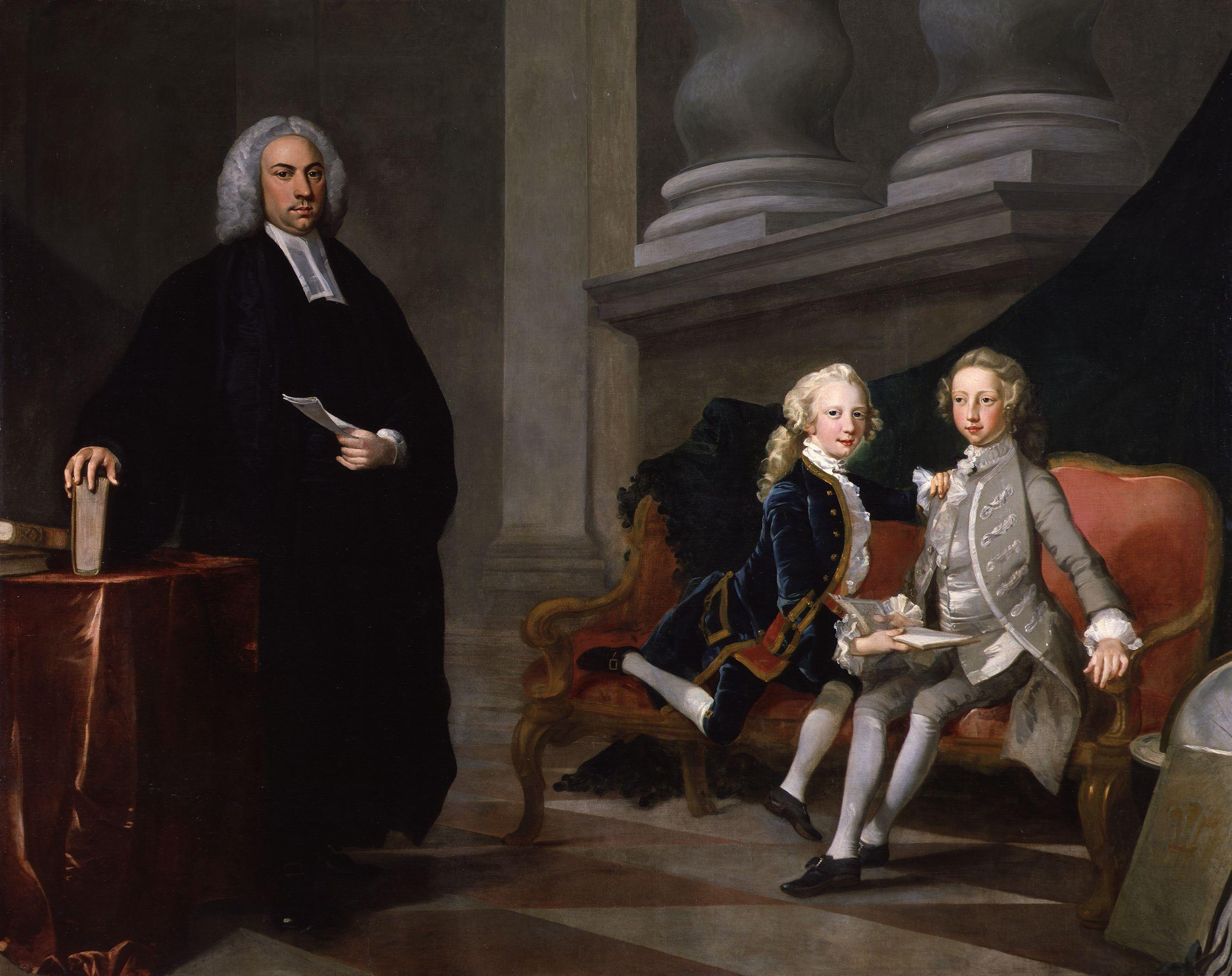
Принц Эдвард (в центре), вместе со своим старшим братом, будущим королем Георгом III и их наставником, Фрэнсисом Аскью, деканом из Бристоля, 1749 год
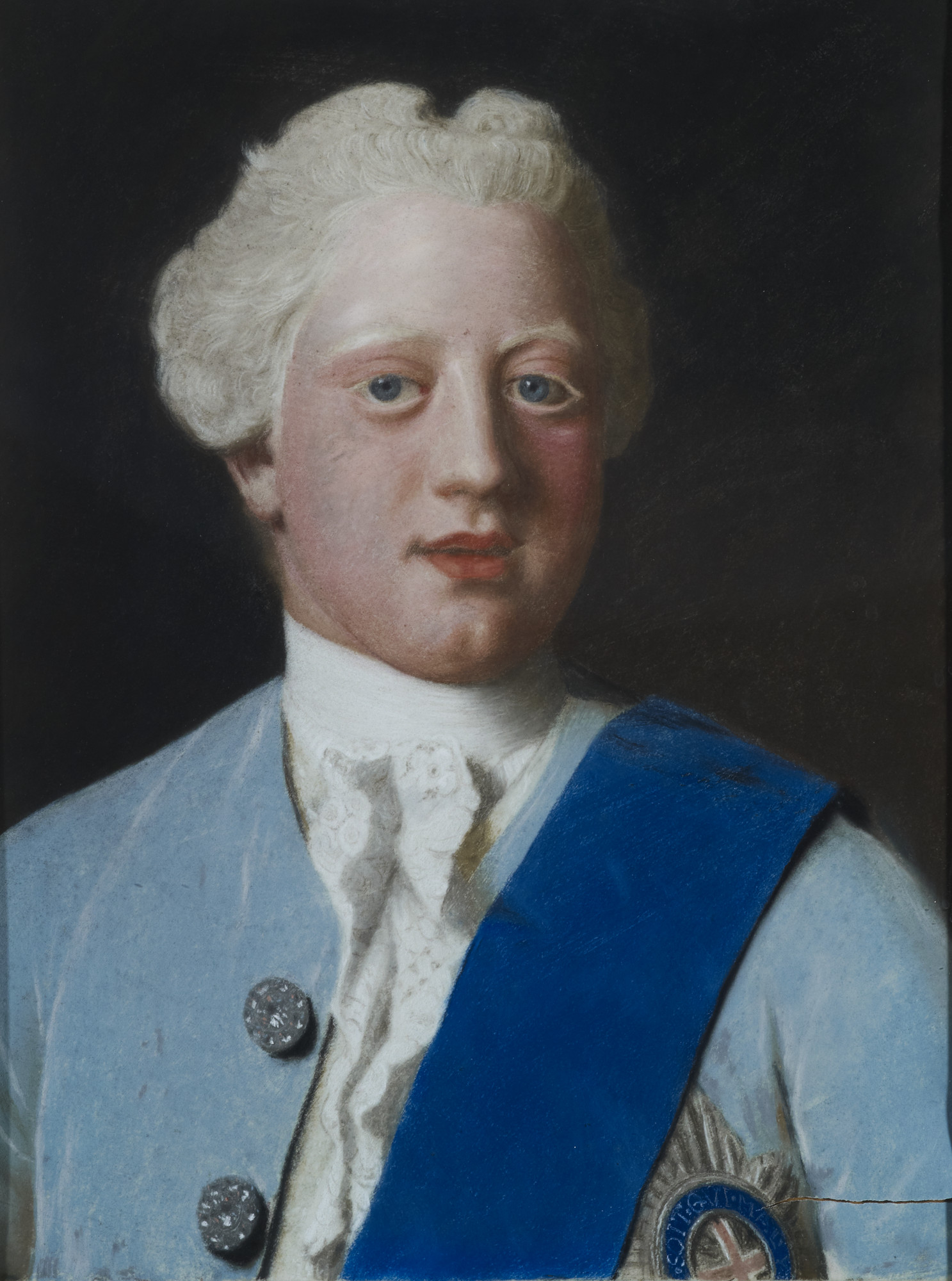
Принц Эдвард, 15 лет, художник Жан-Этьен Лиотар
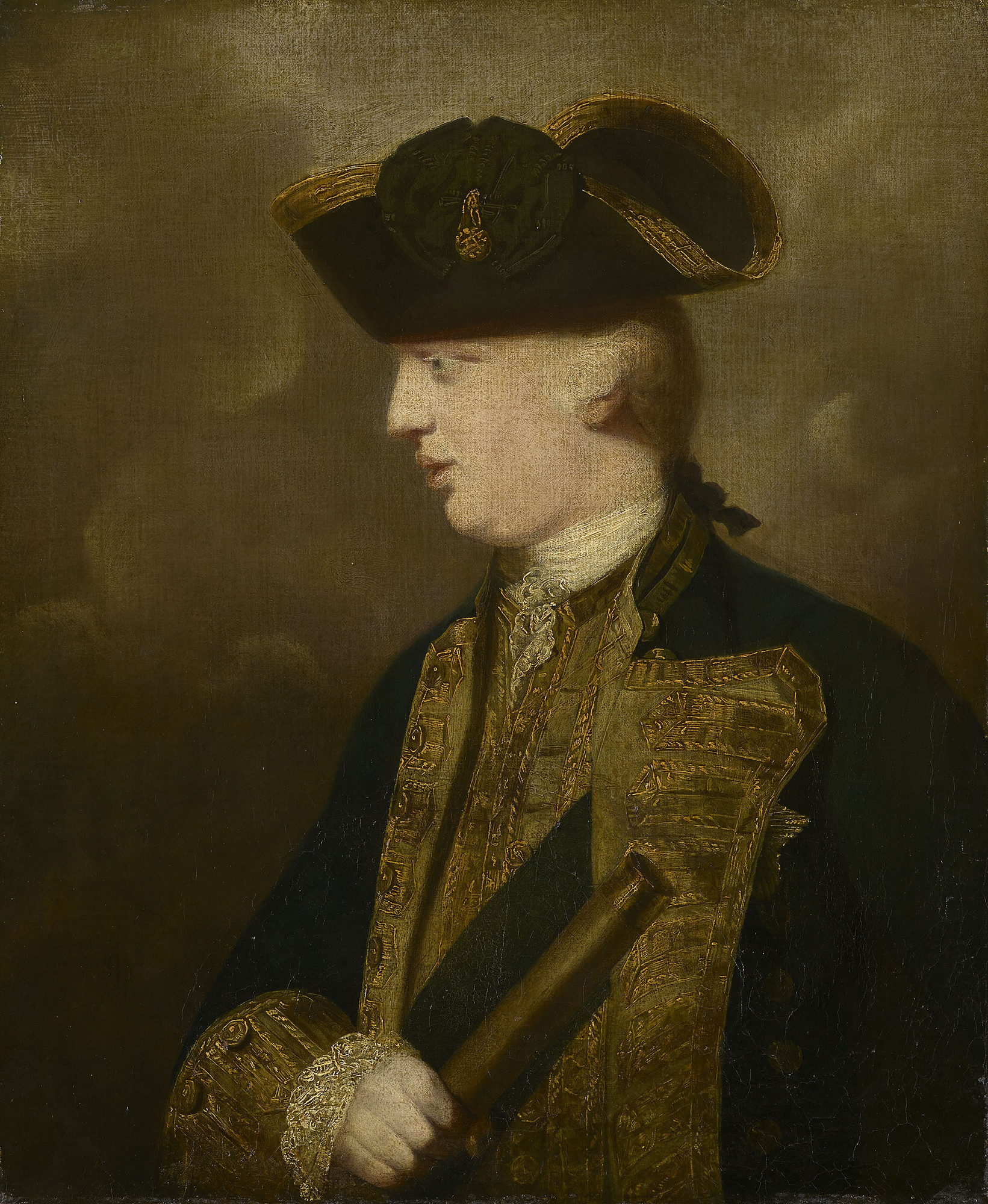
Герцог Йоркский и Олбани, 1763 год, автор Джошуа Рейнольдс
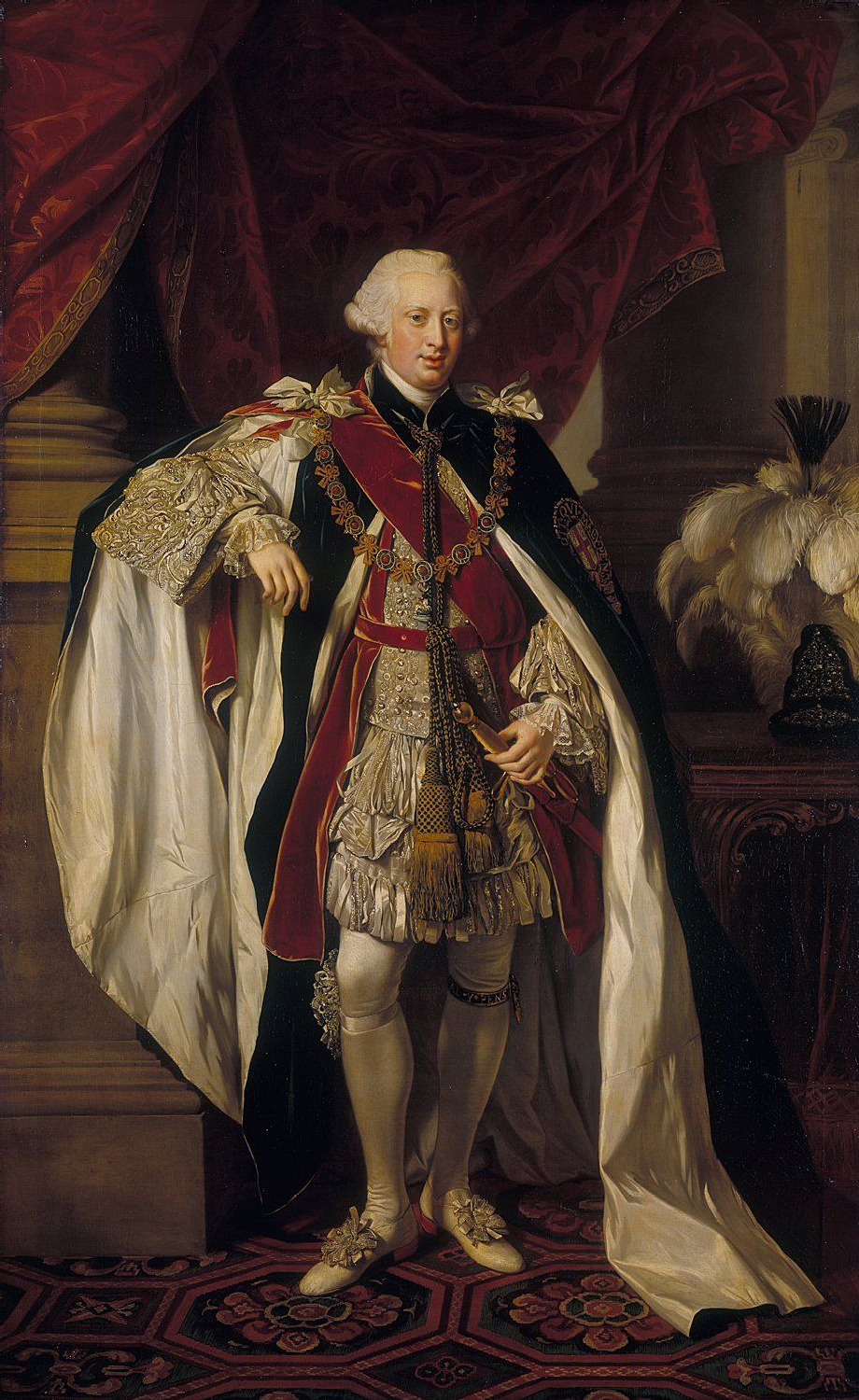
Герцог Йоркский и Олбани в качестве кавалера Ордена Подвязки, 1764—1765 годы

## Титулы и награды

### Титулы и обращения
- 25 марта 1739 — 1 апреля 1760: Его Королевское Высочество Принц Эдвард[3]
- 1 апреля 1760 — 17 сентября 1767: Его Королевское Высочество Герцог Йоркский и Олбани

### Награды
- 1752 год — Кавалер Ордена Подвязки
- 1760 год — Член Тайного Совета Великобритании
- 1760 год — Королевский член Королевского общества[англ.]

## Места и люди, названные в честь принца Эдуарда
- Принс-Эдуард (округ, Виргиния)
- Кейн-Йорк, на оконечности полуострова Кейп-Йорк на севере штата Квинсленд, самая северная точка на австралийском континенте
- Острова Дьюк-оф-Йорк в провинции Восточная Новая Британия, Папуа-Новая Гвинея. Они находятся между островами Новая Британия и Новая Ирландия и Архипелагом Бисмарка
- Остров Дьюк-оф-Йорк, самый большой остров в составе Архипелага Дьюк-оф-Йорк, Папуа-Новая Гвинея
- Принц Эдуард Август, герцог Кентский и Стратернский, граф Дублинский (1767—1820), четвёртый сын короля Великобритании Георга III, который родился на следующий день после похорон герцога в Вестминстерском аббатстве
- Форт-Эдвард, город в округе Вашингтон, штат Нью-Йорк, расположен на восточном берегу реки Гудзон.